# Paraíso 1ra. Sección
Paraíso 1ra. Sección är en ort i Mexiko.   Den ligger i kommunen Ostuacán och delstaten Chiapas, i den sydöstra delen av landet, 700 km öster om huvudstaden Mexico City. Paraíso 1ra. Sección ligger 326 meter över havet och antalet invånare är 168.
Terrängen runt Paraíso 1ra. Sección är kuperad åt sydväst, men åt nordost är den platt. Runt Paraíso 1ra. Sección är det ganska glesbefolkat, med 22 invånare per kvadratkilometer. Närmaste större samhälle är Ostuacán, 9,5 km söder om Paraíso 1ra. Sección. I omgivningarna runt Paraíso 1ra. Sección växer huvudsakligen savannskog.